# Geranium jaramilloi
Geranium jaramilloi är en näveväxtart som beskrevs av Carlos Aedo. Geranium jaramilloi ingår i släktet nävor, och familjen näveväxter. Inga underarter finns listade i Catalogue of Life.